# Tōsei-ha
Die Tōsei-ha (jap. 統制派, dt. etwa: „Kontrollfaktion, -gruppe“) war eine Gruppierung innerhalb der japanischen Armee und Marine in den 1920er und 1930er Jahren, die sich als gemäßigte Opposition zur extremen Kōdō-ha verstand. Sie entstand vor allem als Reaktion auf die Politik des Armee-Ministers Araki Sadao. Allerdings ist damit keine formale Organisation bezeichnet worden, die Bezeichnung selbst geht auf einen Spottnamen zurück, den Kōdō-ha-Vertreter ihren politischen Gegnern im Militär gaben.
Die Tōsei-ha wurde geführt von General Ugaki Kazushige, zusammen mit Sugiyama Gen, Kuniaki Koiso, Umezu Yoshijirō, Nagata Tetsuzan, Mutō Akira und Tōjō Hideki. Sie vertraten einen zentralistischen und konservativen Kurs, um Japan für den Krieg zu mobilisieren. Dafür wollten die Mitglieder (hauptsächlich Offiziere) den rechtsstaatlichen, und nicht wie die Kōdō-ha den terroristischen, Weg einschlagen. Dennoch teilten beide Fraktionen viele Ideen und Vorstellungen. Streitigkeiten entzündeten sich öfter an konkreten Fragen als an ideologischen Widersprüchen.
Die Tōsei-ha konnten im Januar 1934 einen Sieg verzeichnen, als General Araki Sadao nach Exzessen der Kwantung-Armee zum Rücktritt gezwungen war und durch einen eigenen Vertreter, General Hayashi Senjūrō ersetzt werden konnte. Der Kampf zwischen den Faktionen ging jedoch in der Regierung weiter und der Krieg in Nordchina wurde bis Februar 1936 fortgesetzt. Nach dem von Kōdō-ha-Mitgliedern initiierten Putschversuch vom 26. Februar 1936 war der Streit jedoch vorerst auf Eis gelegt, nachdem Regierungsstellen Kōdō-ha-Mitglieder weitestgehend aus der Armee entfernen ließ.